# Fidibusz (folyóirat)
A Fidibusz 1905-től 1927-ig megjelenő magyar szatirikus folyóirat neve volt.
A vicclap cikkei a magánélet színtereire kalauzolta az olvasókat. Alkotói a politikai élet problémáinak megoldására is a magánéletből vett példákat hívtak segítségül.
Az élclap szerkesztője volt többek között Heltai Jenő, Gábor Andor és Vészi Ferenc.
Szerzői között találjuk többek között Juhász Gyulát, Kosztolányi Dezsőt, Molnár Ferencet, Kellér Andort és Szép Ernőt.
A Heltai Jenő által szerkesztett Fidibusz adta közre 1908-ban Karinthy Frigyes Így írtok ti című paródiájának néhány részletét.